# Ebach (Pinnau)
Der Ebach ist ein linker Bach der Pinnau. Er entspringt in Henstedt-Ulzburg an der Grenze zu Ellerau und unterfließt die Bundesautobahn 7 in Richtung Westen. Dabei fließt er neben Henstedt-Ulzburg und Ellerau auch ein kurzes Stück durch Alveslohe. Im weiteren Verlauf strömt der Ebach unter der Landesstraße 234 (Alvesloher Straße) weiter und mündet im nördlichen Ellerau links in die Pinnau. Das Quellgebiet lag ursprünglich in Alveslohe, nach einer Umgemeindung liegt es jedoch in Henstedt-Ulzburg.